# Legit
Legit – amerykański, komediowy serial telewizyjny wyprodukowany przez Regular Guy Films, Nugget Productions oraz FX Productions. Pomysłodawcami serialu są Jim Jefferies i Peter O’Fallon. Premierowy odcinek serialu został wyemitowany 17 stycznia 2013 roku przez stację FX Po pierwszym sezonie serial został przeniesiony do stacji FXX. 14  maja 2014 roku stacja FXX anulowała serial po drugim sezonie.

## Fabuła
Serial opowiada o komiku Jimie, który chce osiągnąć jak najwięcej w swoim zawodzie.

## Obsada
- Jim Jefferies jako Jim Jefferies
- Dan Bakkedahl jako Steve Nugent
- DJ Qualls jako Billy Nugent

## Role drugoplanowe
- Mindy Sterling jako Janice Nugent
- John Ratzenberger jako Walter Nugent
- Sonya Eddy jako Ramona
- Nick Daley jako Rodney
- Ginger Gonzaga jako Peggy
- Arden Myrin jako Tess
- Jill Latiano jako Katie Knox

## Odcinki
| Sezon | Sezon | Odcinki | Oryginalna emisja | Oryginalna emisja | Oryginalna emisja | Oryginalna emisja | Oryginalna emisja |
| Sezon | Sezon | Odcinki | Premiera sezonu   | Finał sezonu      | Premiera sezonu   | Finał sezonu      |                   |
| ----- | ----- | ------- | ----------------- | ----------------- | ----------------- | ----------------- | ----------------- |
|       | 1     | 13      | 17 stycznia 2013  | 11 kwietnia 2013  | brak danych       | brak danych       |                   |
|       | 2     | 13      | 26 lutego 2014    | 14 maja 2014      | brak danych       | brak danych       |                   |